# Paulo Campos
Paulo Campos, de son nom complet Paulo Marçal Campos, est un footballeur puis entraîneur brésilien né le 25 juin 1957 à Rio de Janeiro. Il évoluait au poste de milieu de terrain.

## Biographie

### Joueur
Né à Rio de Janeiro, Paulo Campos commence sa carrière dans les catégories de jeunes du Botafogo. Il signe ensuite pour le XV de Jaú en 1977, puis rejoint l'Anapolina en 1978, avant de s'expatrier au Portugal pour y poursuivre sa carrière professionnelle.
Paulo Campos arrive au Portimonense Sporting Clube en 1978. Lors de la saison 1980-1981, il joue notamment 26 rencontres du première division portugaise.
En 1981, il rejoint le prestigieux le Benfica Lisbonne. Il joue 6 matchs sans marquer de but.
Après son expérience au Benfica, il rejoint successivement plusieurs clubs portugais. Il évolue au SC Farense (7 matchs, 1 but en 1982-1983), au CS Marítimo (4 matchs en 1983-1984), puis au RD Águeda (2 matchs en 1984-1985).
En 1985, il signe pour le FC Penafiel où il retrouve la première division. Durant la saison 1985-1986, il dispute 29 matchs et inscrit 2 buts en première division.
Paulo Campos évolue au SC Beira-Mar entre 1986 et 1989, où il inscrit 3 buts en 16 apparitions.
Il joue ensuite dans des divisions inférieures pour l'União Santiago (3 matchs entre 1989 et 1991) et finit sa carrière au Desportivo de Beja en 1992.

### Entraîneur
(décembre 2024).
Il poursuit une carrière d'entraîneur de 1994 à 2010 dans les divisions inférieures portugaises.